# Чани (озеро)
Чани́ (рос. Чаны́) — безстічне озеро на Барабинській низовині Новосибірської області на півдні Західного Сибіру, в Росії. 9-те за площею водного дзеркала озеро країни.

## Географія
Озеро в Новосибірській області, розташоване на території п'яти районів: Здвінського, Барабинського, Чановського, Купинського та Чистоозерного. Свою назву отримало від слова чан (тюрк.) — «посудина великих розмірів».
Озеро Чани розташоване на висоті 106 метрів над рівнем моря. Має 91 кілометр в довжину та 88 кілометрів завширшки. Площа озера непостійна, вона змінюється, за різними оцінками, від 1400 до 2000 км. Середня глибина близько 2 метрів. Котловина озера плоска. Озеро мілководне, глибини до 2 метрів складають 60 % його загальної площі. Максимальна глибина сягає до 7 м. Береги озера досить низькі і сильно порізані, порослі комишом, очеретом, осокою та чагарником. Ґрунт дна піщаний і мулистий. Максимальна зареєстрована температура води влітку — 28,3 °C.
Озеро є системою плес, з'єднаних між собою протоками і мілководними ділянками, з яких найбільших три: Чиняіхинське, Тагано-Казанцевске та Ярковське; вони різняться по мінералізації води, площі, глибині, ґрунтах, кормовій базі.
Замерзає в другій половині жовтня — першій половині листопада, розкривається у травні.
На озері є місцеве судноплавство.
Велика частина озера розташована в лісостеповій природній зоні.

### Притоки та живлення
Озеро слабосолоне, в південно-східній частині озера, де впадає річка Чулим, солоність нижча. Живлення озера в основному снігове, воно також підживлюється водами річок Чулим та її правою притокою Каргат, які впадають в озеро Малі Чани, і через протоку в озеро Чани. Раніше в озеро впадала річка Сарайка, яка з'єднувала його з озером Сартлан. Середньорічний сумарний стік річок Чулим та Каргат незначний і становить 0,44 км³, при цьому стоки характеризуються великою мінливістю. Максимальне значення сумарного стоку було досягнуто у 1948 році — 1,72 км³, мінімальне — в 1968 році, воно становило — 0,013 км³. Приплив води з роками, має тенденцію до скорочення через численні греблі, побудовані на річках. Озеро з'єднане протоками з більш прісними озерами Малі Чани та Яркуль.

### Острови
Озеро має близько 70 островів, найбільшими із них є: Амелькіна Грива, Шульдіков, Лежан, Ведмежий, Ковпачок, Чиняїха, Черемуховий, Рідкий. Острови Черемуховий, Кобилин, Перекопний, Бекарів, Калинова, Чиняїха, Шип'ягін, Круглий, Колотов, Комишний — є пам'ятками природи обласного значення, оскільки на них збереглися унікальні ландшафти, які є місцем поширення рідкісних видів рослин та тварин.

### Клімат
Клімат в районі озера Чани — континентальний. Середня температура січня становить -19,7 °C, липня — +18,3 °C. Безморозний період триває від 115 до 120 днів. Середньорічна кількість опадів — 380 мм. Висота снігового покриву — 20-30 см.

## Населенні пункти
На берегах озера знаходяться 12 сіл. Жоден з населених пунктів на березі озера не має статусу міста чи селища міського типу. На території Барабинського району розташовані Білове, Казанцеве, Квашніне, Новояркове, Старояркове, Бехтень; на території Купинського району — Новорозіне, Шаітик, Яркуль, Тюменка; на території Чановського району — Новояблонівка та Таган. Найбільші за чисельністю населення села — Казанцеве, Квашніне та Яркуль. Тут зберігається тенденція скорочення числа населених пунктів, яке викликане тим, що деякі села, що знаходилися 100 років тому на березі озера, вже розташовані від нього на значній відстані, через зменшення дзеркала озера. На початку XX століття на деяких островах були старовинні поселення, наприклад, на острові Ведмежий. У середині XX століття на острові були сільськогосподарські угіддя, на яких вирощували кавуни. Також існували сільські поселення на острові Тюменський, але через всихання озера острів з'єднався з сушею. На початку XXI століття ні на одному з островів постійного населення немає.